# Маргарян, Арам Генрихович
Арам Генрихович Маргарян (арм. Արամ Հենրիկի Մարգարյան; род. 27 марта 1974, Ереван, Армянская ССР) — армянский борец вольного стиля, чемпион мира (2002). Заслуженный мастер спорта Армении (2009).

## Биография
Арам Маргарян родился 27 марта 1974 в Ереване. Занимался вольной борьбой под руководством Андраника Арояна и Норайра Серобяна. В 1991 году был включён в юниорскую сборную СССР, стал бронзовым призёром чемпионата Европы среди юниоров в категории до 58 кг. После распада СССР выступал под флагом Армении. В 1994 году был чемпионом Европы среди молодёжи в категории до 57 кг. В 2002 году Арам Маргарян достиг наибольшего успеха в своей спортивной карьере. На чемпионате мира в Тегеране он смог дойти до финала, победив кубинца Яндро Кинтану, японца Рёсуке Оту, грузина Давида Погосяна и иранца Мохаммада Талаей. В финальной схватке он проиграл турецкому борцу Харуну Догану, но Доган был уличён в использовании допинга, дисквалифицирован и золотая медаль перешла к Маргаряну.
Ещё дважды борец участвовал в чемпионатах мира: в 1995 году стал 10-м в категории до 57 кг, в 2003 году уступил в третьем раунде Сушилу Кумару.
В 2003 году Арам Маргарян завершил свою спортивную карьеру и перешёл на тренерскую работу. На протяжении нескольких лет возглавлял тренерский штаб молодёжной сборной Армении по вольной борьбе. В 2010 году был награждён медалью НОК Армении Гранта Шагиняна.